# 佛朗哥·圣卡萨尼
佛朗哥·圣卡萨尼（義大利語：Franco Sancassani，1974年4月12日—），意大利男子赛艇运动员。他曾代表意大利参加世界赛艇锦标赛，获得九枚金牌、二枚银牌和一枚铜牌。他也曾参加2000年夏季奥运会。